# Taylor Schrijvers
Taylor Schrijvers (* 20. Dezember 1996) ist ein neuseeländischer Fußballspieler und wird hauptsächlich auf der Position eines Verteidigers eingesetzt.

## Karriere
Er begann seine Karriere in der Jugend von Team Wellington und spielte ab Sommer 2013 dann auch schon nebenher für Lower Hutt City. Ab April 2016 wurde er auch Teil des Kaders der ersten Mannschaft, mit der er am Ende der Saison auch ein zweites Mal Meister wurde. So kam er auch in der Saison 2017 der OFC Champions League zum Einsatz, wo er es mit seiner Mannschaft bis ins Finale schaffte, dort jedoch Auckland City unterlag. Eine Saison später, gelang es dann aber schließlich den Titel hier zu gewinnen. Ab Sommer 2019 war er dann auch in der spielfreien Zeit seines Klubs für die Miramar Rangers aktiv. Nach einer letzten Meisterschaft mit Wellington im Jahr 2021 wurde das Team aufgelöst und er verließ sein Land gen Australien, wo er sich den Melbourne Knights anschloss. Seit Anfang 2023 ist er nun für den Green Gully SC aktiv.